# Хуаншъ
Хуаншъ (на опростен китайски: 黄石; на пинин: Huángshí) е градска префектура в провинция Хубей в Източно-централен Китай. Разположен е на река Яндзъ. Населението на административен район Хуаншъ е 2 429 318 жители (към 2010 г.). Градът е богат на полезни изкопаеми като желязо, манган, злато, мед и други.